# 두류역 제타시티
두류역 제타시티(영어: Duryu Station ZETA CITY)는 대한민국 대구광역시 서구 내당동에 건설 예정이었던 마천루였다. 2016년에 분양이 시작된 주상복합 아파트는 1,300세대로 구성될 예정이었다. 지역주택조합에서 추진하는 아파트는 2019년 2월 부지매입 지연 등의 사정으로 착공이 되지 않아 취소되었다.

## 특징
초고층 주상복합형 아파트는 원스톱 라이프 아파트라고 불리며 지상 49층, 180m 높이에 1,300세대 규모로 구성될 예정이었다. 초고층 주상복합 아파트가 입주되면 미래를 즐길 수 있는 공간이다. 세대별 아파트가 다르며 최대 448세대인 아파트는 101동 ~ 103동에 있다.

## 시설
대부분 시설이 아파트이며 아파트 인테리어에는 거실, 주방, 욕실, 침실, 신발수납장, 주방/거실, 디지털주방TV, 팬트리, 스마트스위치가 들어올 예정이었다. 그 외에도 스포츠시설인 피트니스센터, GX룸, 골프연습장, 헬스가든이, 특화시설인 어린이집, 독서실, 작은도서관, 게스트하우스, 입주자회의실 등이 들어설 예정이었다.
| 층수                | 용도       |
| ------------------- | ---------- |
| 3층 ~ 49층          | 아파트     |
| 2층                 | 상가       |
| 1층                 | 로비, 상가 |
| 지하 4층 ~ 지하 1층 | 지하주차장 |

## 교통
- ● 대구 도시철도 2호선 - 두류역

## 같이 보기
- 대구광역시의 마천루 목록